# 링 (이누야샤)
링은 타카하시 루미코의 만화 이누야샤와 후속작 반요 야샤히메에 등장하는 인물이다. 애니메이션 성우는 노토 마미코(일) / 소연(한), 이용신(한, 극장판), 이재현(한, 완결편)이다.

## 소개
셋쇼마루 일행 중 한 명이다. 원래는 평범한 농가에서 태어난 여자아이였고 부모님과 손위로 오빠들이 있었으나 도적떼의 습격으로 살해되면서 그 충격으로 실어증을 앓으며 고아가 되었다. 그로 인해서 말을 할 수 없고 무감정에 무표정한 성격으로 변하였으며 사람들조차도 무서워하는 소심한 성격이었다. 

## 셋쇼마루와의 인연
그녀가 셋쇼마루를 처음 만나게 된 것은 셋쇼마루가 이누야샤와의 전투에서 정통으로 맞아 몸을 움직이지 못하였을 때 발견했을 때이다. 사실 셋쇼마루는 인간이라는 존재 자체를 증오하는 성격에다가 반요인 동생(이누야샤)까지 증오하고 있었다. 그러나 사람을 무서워한다는 그녀조차 의외로 셋쇼마루에게 호의를 보이며 인간이 먹는 음식을 대접해 주었는데 셋쇼마루는 쓸데없는 짓 하지마라고 말해준다. 결국 셋쇼마루에게 대접하기 위해 양어장에 있는 물고기를 채취하다가 마을 사람들에게 걸려서 절도범으로 몰려서 몰매를 맞게 되었는데 그녀의 상처투성이가 된 얼굴을 본 셋쇼마루가 링에게 연민을 느끼게 되며, 셋쇼마루에게 있어 링은 인간에 대한 악감정을 풀어내는 계기가 된다. 

## 죽음과 부활
그러나 셋쇼마루와의 인연도 잠시, 링이 사는 마을에 요괴가 숨어들고 요랑족인 코우가가 늑대떼들을 이끌고 링의 마을을 공격하게 된다. 링이 늑대들과 눈이 마주쳐서 도망쳤으나 결국 늑대에게 물려죽는다. 이 때 셋쇼마루가 늑대의 냄새를 맡으며 오다가 늑대에게 습격당한 링의 시신을 발견하였는데 이 때 그가 천생아를 꺼내면서 링을 부활시키게 되었고 이를 계기로 링이 셋쇼마루 일행으로 합류하게 되었다. 셋쇼마루 일행 중 최연소이자 유일하게 인간으로서 합류하게 된 것이다. 

## 성격
천진난만한 성격으로, 불우하고 어려운 시절을 겪으며 실어증에 걸린 이후로는 무표정하고 무감각적인 성격이 되었다가 셋쇼마루 일행으로 합류한 후로는 활기를 되찾아갔다.